# Liste der Kulturgüter in Murgenthal
Die Liste der Kulturgüter in Murgenthal enthält alle Objekte in der Gemeinde Murgenthal im Kanton Aargau, die gemäss der Haager Konvention zum Schutz von Kulturgut bei bewaffneten Konflikten, dem Bundesgesetz vom 20. Juni 2014 über den Schutz der Kulturgüter bei bewaffneten Konflikten sowie der Verordnung vom 29. Oktober 2014 über den Schutz der Kulturgüter bei bewaffneten Konflikten unter Schutz stehen.
Objekte der Kategorie A sind im Gemeindegebiet nicht ausgewiesen, Objekte der Kategorie B sind vollständig in der Liste enthalten, Objekte der Kategorie C fehlen zurzeit (Stand: 1. Januar 2023). Unter übrige Baudenkmäler sind weitere geschützte Objekte zu finden, die in der Bau- und Nutzungsordnung der Gemeinde verzeichnet und nicht bereits in der Liste der Kulturgüter enthalten sind.

## Kulturgüter
| Foto |                                                                                    | Objekt                             | Kat. | Typ | Standort                                 | Beschreibung |
| ---- | ---------------------------------------------------------------------------------- | ---------------------------------- | ---- | --- | ---------------------------------------- | --- |
| BW   | Datei hochladen · Wikidata zu Bauernhaus (Q29580144)                               | Bauernhaus KGS-Nr.: 15613          | B    | G   | Balzenwil, Landstrasse 1 632919 / 232958 | Im 18. Jahrhundert erbauter bäuerlicher Vielzweckbau. Weit ausladendes Walmdach über dem Wohnteil und dem Tenn. Der Wohnteil ist als breitgelagerter, zweigeschossiger Bohlenständerbau über einem Mauersockel und einem Eichenschwellenkranz errichtet. |
| ja   | Datei hochladen · Wikidata zu Bauernhaus Gamper (Q29580150)                        | Bauernhaus Gamper KGS-Nr.: 15614   | B    | G   | Riken, Felli 2 631217 / 235666           | In den 1820er Jahren erbautes, herrschaftliches Bauernhaus. Zweigeschossiger Mauerbau unter mächtigem Walmdach. Hölzerne Laube an der Rückseite. |
| BW   | Datei hochladen · Wikidata zu Bauernhaus (Q29580148)                               | Bauernhaus KGS-Nr.: 15615          | B    | G   | Riken, Bergstrasse 6 630882 / 236179     | |
| ja   | Datei hochladen · Wikidata zu Haus Moosmatt (Q29580153)                            | Haus Moosmatt KGS-Nr.: 15616       | B    | G   | Bergstrasse 2 630772 / 236230            | Herrschaftliches dreigeschossiges Landhaus im spätklassizistischen Stil mit geknicktem Walmdach und symmetrischen Fassaden. |
| ja   | Datei hochladen · Wikidata zu Gedeckte Holzbrücke über die Aare (1863) (Q27926327) | Gedeckte Holzbrücke KGS-Nr.: 17039 | B    | G   | Brückenstrasse 629759 / 235232           | Objekt liegt hälftig auf Gemeindegebiet von Murgenthal und Fulenbach ( KGS-Nr. 4547) im Kanton Solothurn. |

## Übrige Baudenkmäler
| ID  | Foto |                 | Objekt                                                | Typ | Standort                                    | Beschreibung                                                                                       |
| --- | ---- | --------------- | ----------------------------------------------------- | --- | ------------------------------------------- | -------------------------------------------------------------------------------------------------- |
| 103 |      | Datei hochladen | Grabstätte Oberst Künzli                              | K   | Riken, Friedhof                             | |
| 104 |      | Datei hochladen | Speicher                                              | G   | Riken, Gass                                 | |
| 106 | BW   | Datei hochladen | Hochstudhaus                                          | G   | Riken, Vorholzweg 632673 / 236022           | |
| 107 | BW   | Datei hochladen | Speicher                                              | G   | Riken, Esterstrasse 5 632603 / 235954       | |
| 108 | BW   | Datei hochladen | Hochstudhaus                                          | G   | Riken, Esterstrasse 7 632673 / 236022       | |
| 109 |      | Datei hochladen | Denkmal Oberst Künzli                                 | K   | Hauptstrasse                                | |
| 112 | ja   | Datei hochladen | Wappenpfeiler Murgbrücke                              | K   | Alte Bernstrasse 629452 / 234767            | |
| 113 | BW   | Datei hochladen | Fabrikantenvilla                                      | G   | Walliswilerweg 2 629507 / 234641            | |
| 114 |      | Datei hochladen | Alte Säge mit Wasserrad                               | G   | Walliswil, Säge                             | |
| 115 | ja   | Datei hochladen | Dreiländerstein Aargau/Bern/Luzern                    | K   | 630295 / 231619                             | Ein Dreikantonseck befindet sich beim Rot auf der Grenze mit Pfaffnau (Luzern) und Roggwil (Bern). |
| 118 | BW   | Datei hochladen | Gasthaus Löwen                                        | G   | Glashütten, Dorfstrasse 41 630707 / 234348  | |
| 119 | BW   | Datei hochladen | Pfarrhaus                                             | G   | Glashütten, Dorfstrasse 43 630788 / 234236  | |
| 120 | ja   | Datei hochladen | Glocken der Gebr. Rüetschi in der Reformierten Kirche | K   | Glashütten, Dorfstrasse 630798 / 234266     | |
| 121 |      | Datei hochladen | Familiengrab H. J. Künzli                             | K   | Glashütten, Friedhof                        | |
| 123 | BW   | Datei hochladen | Speicher                                              | G   | Glashütten, Kirchstrasse 4 630885 / 234217  | |
| 124 | BW   | Datei hochladen | Speicher                                              | G   | Balzenwil, Landstrasse 2 632149 / 232872    | |
| 125 | BW   | Datei hochladen | Speicher                                              | G   | Balzenwil, Grubenstrasse 6 633716 / 232884  | |
| 127 | BW   | Datei hochladen | Gasthaus zum Kreuz                                    | G   | Hauptstrasse 76 629799 / 235080             | |
| 128 | BW   | Datei hochladen | Pferdeanbindestelle                                   | K   | Alte Bernstrasse 3 629488 / 234837          | |
| 129 | BW   | Datei hochladen | Doppelbauernhaus (Hochstudhaus)                       | G   | Balzenwil, Rotherdstrasse 7 632732 / 232181 | |
| 226 |      | Datei hochladen | Grenzstein Aargau/Luzern                              | K   | Balzenwil, Rotherd                          | |

Legende: Siehe Legende der Liste der Kulturgüter von nationaler und regionaler Bedeutung. Anstelle der KGS-Nummer wird als Objekt-Identifikator (ID) die Inventar- oder Gebäudenummer in der Bau- und Nutzungsordnung der Gemeinde verwendet.